# Kwik-E-Mart
Kwik-E-Mart (v dílu Bart generálem aneb Kdopak by se Nelsona bál Quick-E-Mart) je obchod se smíšeným zbožím v animovaném seriálu Simpsonovi. Je parodií na americké samoobsluhy, jako jsou 7-Eleven a Cumberland Farms, a zobrazuje mnoho stereotypů o nich. Je proslulý svými vysokými cenami a nízkou kvalitou zboží. Dle historie vznikl kdesi v Himálaji. Jeho vedoucím je Američan indického původu Apu Nahasapímapetilon. Kwik-E-Mart se poprvé objevil v epizodě Mluvící hlava z roku 1990 a od té doby se stal stálou součástí seriálu Simpsonovi.
V červenci 2007 se 11 provozoven 7-Eleven ve Spojených státech a 1 v Kanadě proměnilo v Kwik-E-Marty v rámci speciální propagační akce k Simpsonovým ve filmu. V roce 2007 byly také otevřeny obchody se suvenýry po vzoru Kwik-E-Martů v Universal Studios Florida a Universal Studios Hollywood, kde jsou doplňkem zábavné atrakce The Simpsons Ride.

## Role v seriáluSimpsonovi
V seriálu Simpsonovi je Kwik-E-Mart obchod se smíšeným zbožím, který prodává obvyklé zboží za mimořádně vysoké ceny, včetně vždy populárního nápoje Squishee. V seriálu Simpsonovi provozuje Kwik-E-Mart americká postava indického původu Apu Nahasapímapetilon, který se svým bratrem Sanjayem obsluhuje obchod a je karikaturou stereotypního prodavače samoobsluhy „narozeného v zahraničí“. Apu prodává zkažené zboží, například prošlé mléko nebo zkažené maso. Kwik-E-Mart je poměrně často terčem lupičů, což vedlo k tomu, že Apu byl několikrát postřelen, a v důsledku toho málem přišel o práci.

## Kwik-E-Mart v realitě

### Propagace 7-Eleven

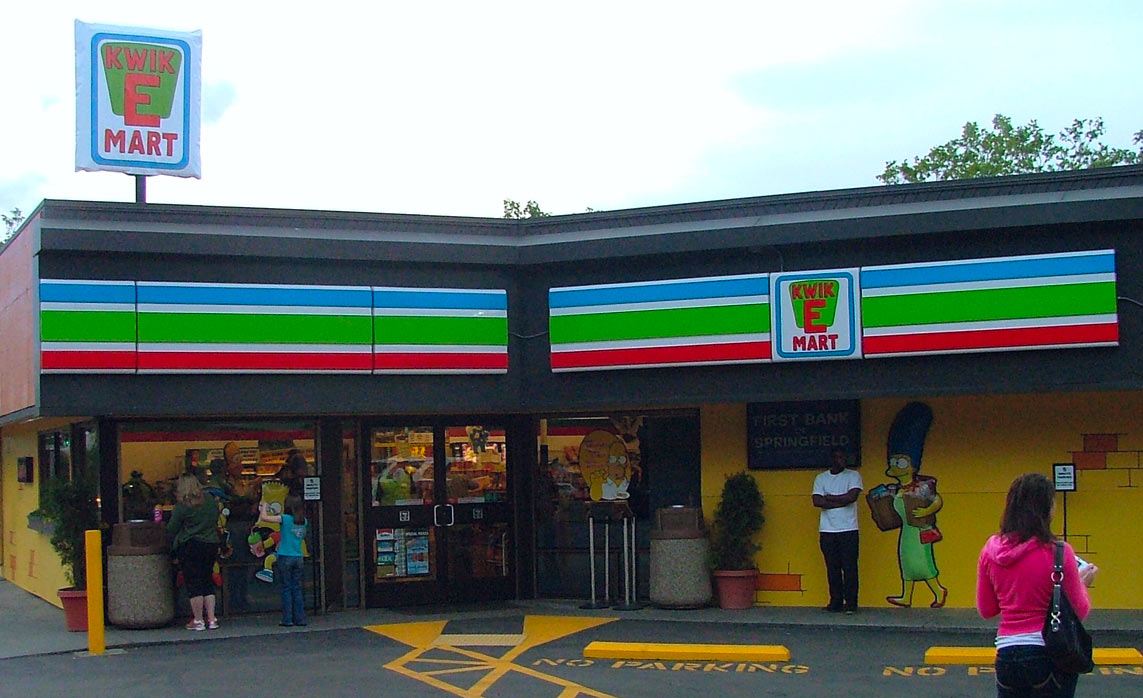
Prodejna 7-Eleven jako Kwik-E-Mart v Seattlu v roce 2007, jedna z 12 prodejen dočasně přestavěných za účelem propagace filmu Simpsonových ve filmu

V červenci 2007 řetězec obchodů se smíšeným zbožím 7-Eleven přeměnil 11 svých prodejen ve Spojených státech a jednu v Kanadě (Coquitlam) na Kwik-E-Marty, aby propagoval Simpsonovy ve filmu. Koncept byl poprvé vizualizován v roce 2006 reklamní agenturou společnosti Fox a náklady na propagaci ve výši přibližně 10 milionů dolarů zaplatila společnost 7-Eleven. Další součástí propagace byla soutěž, v níž zákazníci, kteří si zakoupili nápoj nebo sendvič, obdrželi také figurku s kódem. Hlavní cenou v soutěži bylo animované ztvárnění výherce v epizodě seriálu Simpsonovi. Akce byla plánována dlouho dopředu, ale přesná místa obchodů byla utajena až do rána 1. července, kdy bylo 12 prodejen polepeno průmyslovou pěnou, vinylem a nápisy Kwik-E-Mart.
Na těchto 12 místech, stejně jako na většině ostatních severoamerických poboček 7-Eleven, se prodávaly výrobky, které se objevují v seriálu Simpsonovi, jako například Buzz Cola, Krusty-O's, Squishees, růžové donuty a další zboží s tematikou Simpsonových. Squishees byly sycené nápoje značky Slurpees, které se prodávaly ve speciálních sběratelských kelímcích, a Krusty-O's byly vyrobeny společností Malt-O-Meal. Několik dalších položek 7-Eleven, jako například sendviče, se prodávalo v obalech s grafikou Simpsonových. Bylo rozhodnuto, že pivo Duff se prodávat nebude, protože film má rating PG-13 a pořadatelé se chtěli „dobře a zodpovědně pobavit“, i když bylo poznamenáno, že to bylo těžké rozhodnutí; namísto piva Duff byl prodáván nápoj Duff Energy Drink.
Akce způsobila 30% nárůst zisků změněných prodejen 7-Eleven. Mnoho prodejen vyprodalo speciální produkty Simpsonových během několika dní od začátku akce. Akce trvala do začátku srpna 2007, kdy byly prodejny přeměněny zpět na 7-Eleven.
Došlo k mírné kontroverzi, když propagace urazila členy indoamerické komunity, kteří měli pocit, že Apu je karikatura, jež hraje na příliš mnoho negativních stereotypů. Přesto společnost 7-Eleven oznámila, že mnoho jejích indických zaměstnanců reagovalo na tento nápad pozitivně, i když bylo poznamenáno, že se nejedná o „stoprocentní podporu“.

### Studia Universal

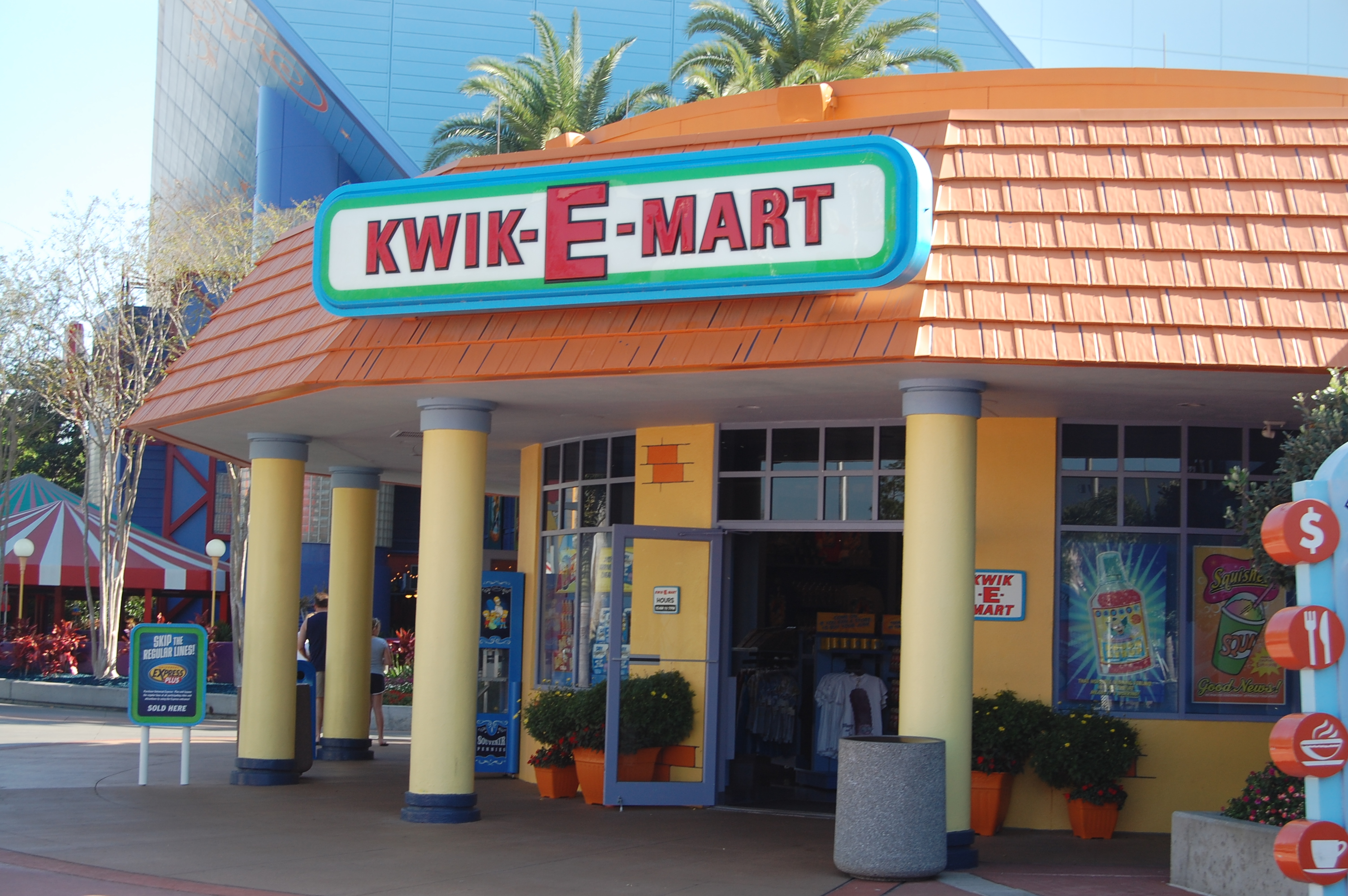
Kwik-E-Mart v Universal Studios Florida

Dne 17. října 2007 byl v Universal Studios Florida otevřen obchod se suvenýry, který byl vytvořen po vzoru Kwik-E-Martu. Později byl jeden otevřen také v Universal Studios Hollywood, kde nahradil starý obchod se suvenýry Back to the Future a doplnil atrakci The Simpsons Ride, jež byla otevřena na jaře 2008. V obchodech se prodává zboží související se Simpsonovými, například energetické nápoje Flaming Moe's a Squishees.

### Broadway At The Beach
Dne 17. srpna 2018 byl v nákupním centru Broadway at the Beach v Myrtle Beach v Jižní Karolíně otevřen obchod se suvenýry po vzoru Kwik-E-Martu. Obchod je umístěn u východu ze 4D atrakce na motivy Simpsonových, a to v uvnitř repliky divadla The Azteca ze seriálu, které bylo otevřeno v roce 2019. V obchodě se prodává Buzz Cola, Lard Lad Donuts a Squishees spolu s dalším propagačním zbožím ze Simpsonových.